# Reenard
Reenard, irl. An Rinn Aird – townland w hrabstwie Kerry w Irlandii. Znajduje się na półwyspie Iveragh, około 10 km na zachód od Cahersiveen.
W zachodniej części w Reenard Point, znajduje się przystań, z której kursują promy samochodowe do Knightstown na wyspie Valentia. Znajdowała się w nim również do 1960 roku stacja Valentia Harbour na linii Farranfore–Valentia Harbour.